# Jan Greifenfels z Pilsenburka
Jan Greifenfels z Pilsenburka OCist. (německy Johann Greifenfels von Pilsenburg, * kolem roku 1598, Plzeň – 8. března 1650, Žďár nad Sázavou) byl český cisterciácký mnich a opat několika klášterů v Čechách a na Moravě a generální vikář a vizitátor české provincie řádu cisterciáků.

## Život
Jan Greifenfels, od roku 1627 šlechtic z Pilsenburgu, se narodil v Plzni a vyrůstal ve blízkosti kláštera Porta Coeli v Tišnově, kde byl jeho otec Václav zaměstnán jako tajemník. 

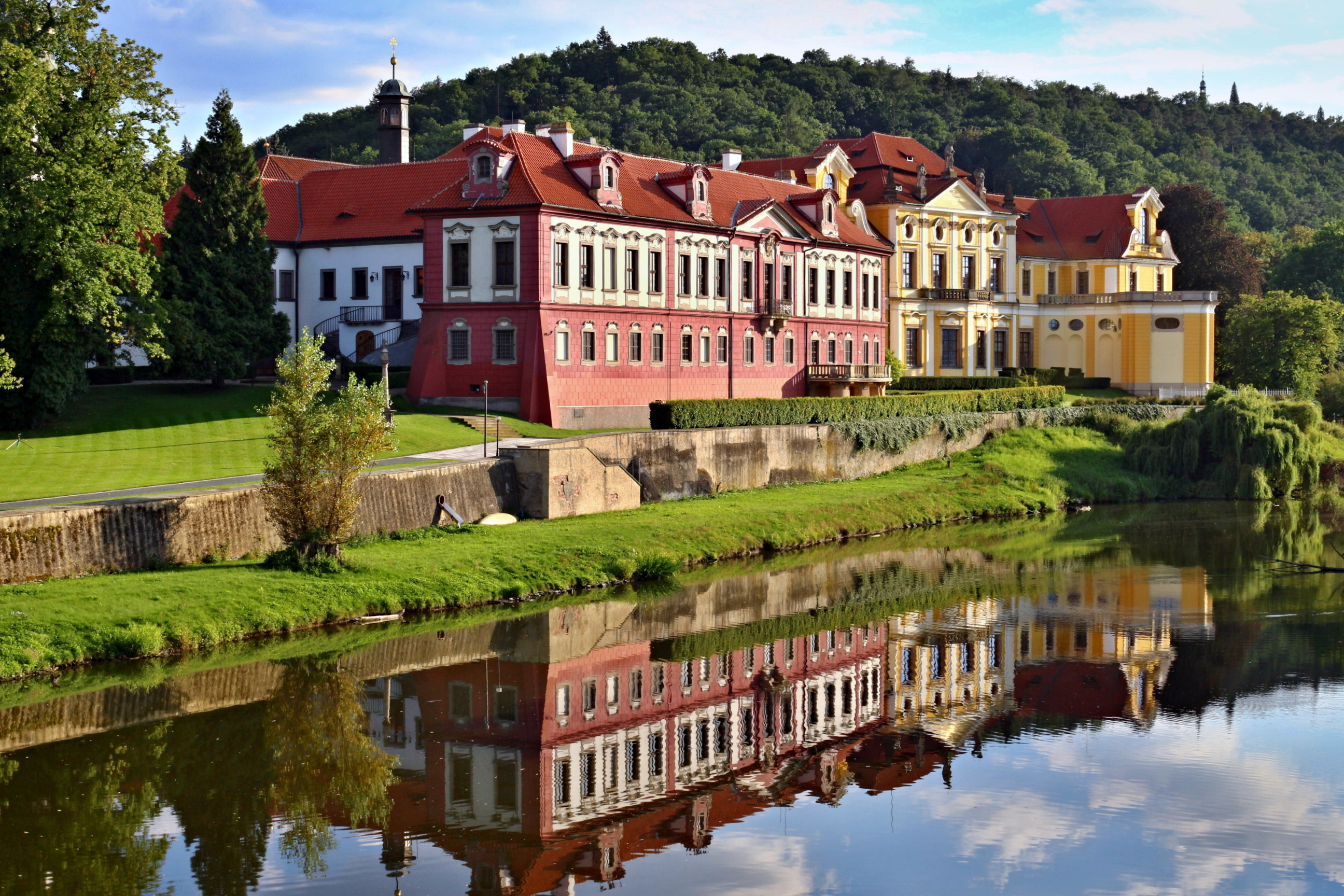
Zbraslavský klášter

V roce 1618 vstoupil Jan do Zbraslavského kláštera u Prahy a v roce 1623 se stal knězem. Již v roce 1626 se stal opatem v dceřiném Sedleckém klášteře a v roce 1628 mu byl svěřen opatský úřad ve zpustošeném velehradském klášteře na Moravě. V následujících desetiletích nechal barokně přestavět klášterní budovy a postupně uvedl klášter opět do provozu. Vykupoval zastavené zboží, kupoval nové a šetrně hospodařil. V roce 1630 začala stavba prelatury, konventních budov, kapituly a refektáře.
V letech 1633/34 byl se souhlasem krále Ferdinanda II. také zvolen opatem kláštera na Zbraslavi. V roce 1634 byl jmenován generálním vizitátorem české řádové provincie a z titulu tohoto úřadu byl odpovědný i za osiřelý klášter Osek. 

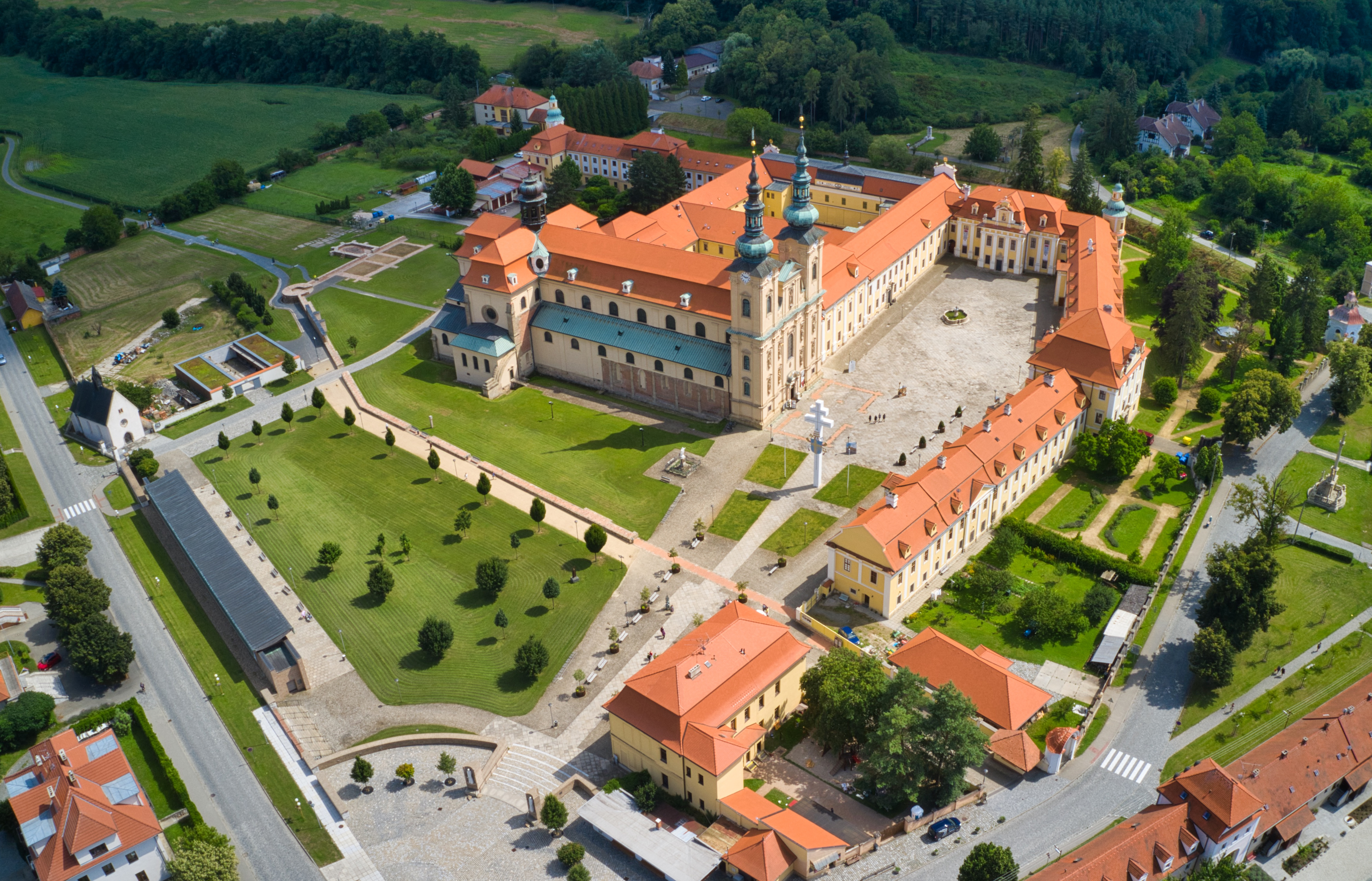
Velehradský klášter

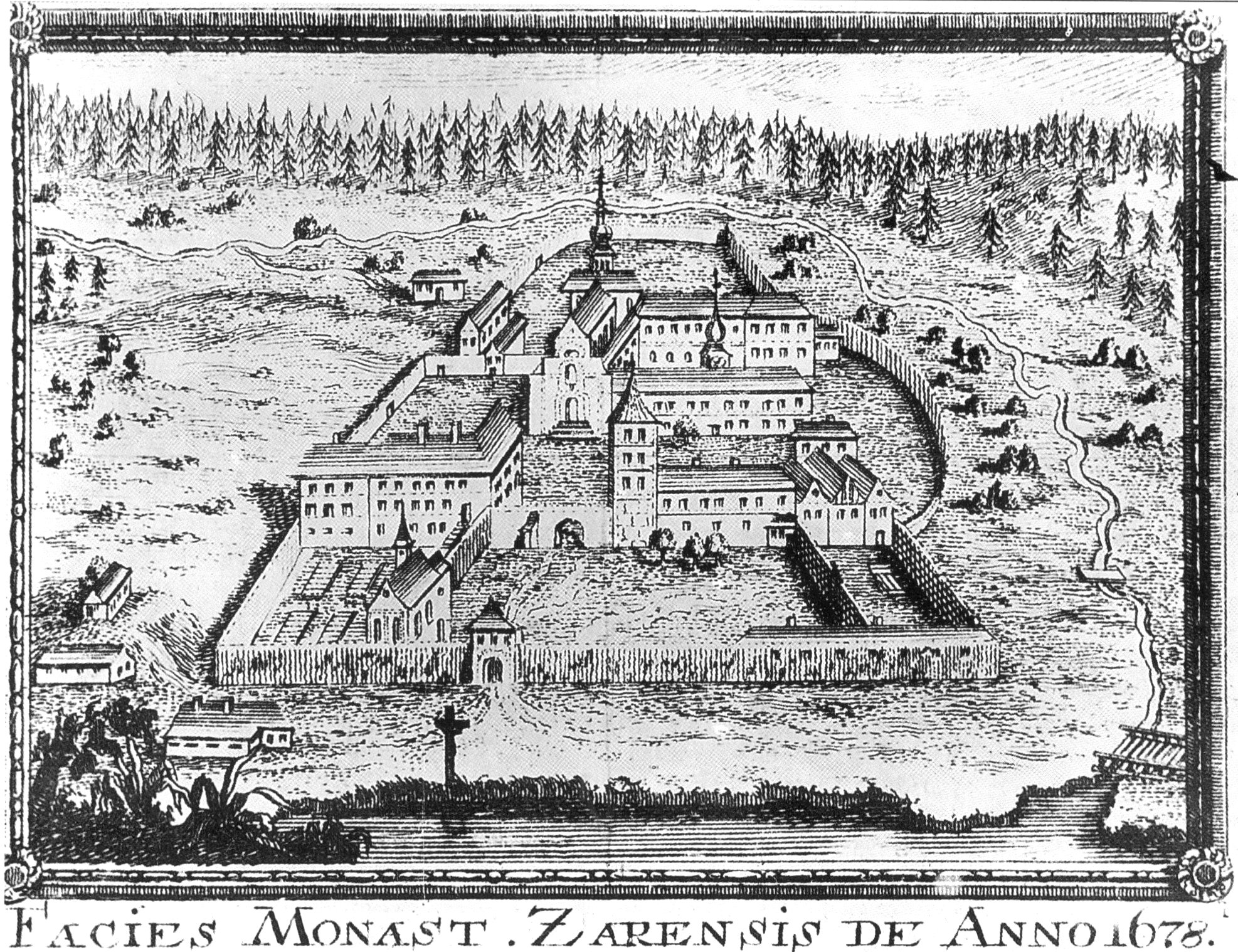
Dobový obraz kláštera ve Žďáru nad Sázavou z roku 1678

V roce 1635 působil v klášteře na Velehradě. Zde v roce 1635 podal u kardinála Ditrichštejna stížnost na majitele napajedelského panství Jana z Rottalu, že berou z klášterního majetku. V roce 1638 chtěl pořídit ještě statek Ořechov, který však o 11 let později z finančních důvodů musel prodat.
Největším přínosem pro řád Greifenfelse bylo získání od husitských válek zpustošeného kláštera ve Žďáru na Vysočině a jeho obnova v roce 1638, takže jej lze považovat za druhého zakladatele kláštera. Někdejší klášterní budovy odkoupil od Maxmiliána z Ditrichštejna.
Jím vedené kláštery (Velehrad, Zbraslav, Osek a Žďár) byly během třicetileté války několikrát vypleněny a zpustošeny procházejícími císařskými i švédskými vojsky, takže rekonstrukční práce mohl provádět jen s velkými obtížemi a za vynaložení obrovských finančních prostředků.
Podle opata žďárského kláštera Otty Steinbacha z Kranichštejna byl 13. června 1642 klášter vydrancován Švédy, a když se jej chystali zapálit, byli zahnáni městskou milicí. Poté mniši klášter opustili a ukryli se v lesích u Žákovy hory, kde sloužili bohoslužby.
Opat Jan Greifenfels z Pilsenburka zemřel dne 8. března 1650 ve Žďáru nad Sázavou a byl pohřben v tamním klášterním kostele. Kronikáři chválí především jeho ušlechtilé ctnosti a jeho zápal pro konání dobrého.
Na uprázdněný opatský stolec po roce 1650 usedl Jakob Martini ze Zbraslavského kláštera.